# كتاب العشر مقالات في العين
كتاب العشر مقالات في للعين هو كتاب ألَّفه حنين بن إسحاق يتناول فيه نظريةً القرن التاسع للرؤية، والتي تستند إلى الطبيعة الكونية للمسارات من الدماغ إلى الأجسام التي تُدرَك. التركيبة البصرية العينية المذكورة في الكتاب تُشابه نظريات أفلاطون، وأبقراط، وجالينوس، وأوصاف أعضاء جسم الإنسان لجالينوس، من حيث التشريح وعلم وظائف الأعضاء الموصوفين. ولكن يأتي انتصار وتفوق حنين على الأطباء اليونانيين في العرض المنهجي لأجزاء العين والإضافات اللاحقة التي أدخلها على الجوانب الكونية لعمله. قدَّمَت ترجمتها المبكرة إلى اللاتينية أيضًا وسيلة لأطباء العيون في العصور الوسطى في الغرب للتواصل مع عمل جالينوس.

## نظرة عامة
هناك أربع مذاهب أساسية تشكل أطروحة حنين حول الرؤية وتشريح العين:
- الترتيب الهيكلي: لكل من مكونات العين الفردية، وطبيعتها الخاصة، حيث رُتِّبَت بتناغم كوني.
- الغائية الطبية: إن وجود كل من هذه المكونات الفردية تمليه غرضها النهائي، وهو الرؤية. أما الغرض الثانوي، الذي يسترشد بطبيعته المباشرة، فهو يُملي كيف سيتم تحقيق الرؤية.
- العناصر: كل عنصر من العناصر الأربعة: الأرض والنار والهواء والماء، يتوافق مع حاسة واحدة. أما الحاسة الخامسة فهي مزيج من عنصرين من العناصر الأربعة الموصوفة.
- قابلية تطبيق المكونات: تعتمد فعالية كل من الحواس الخمس إلى حد كبير على مكون يشبه أحد الأجسام/الأشياء في إحساسه.

اعتمد حُنين على هذه المبادئ لبناء تصوره للرؤية، والذي يُدمج تشريح العين بطريقة تجعل مناقشة أحدهم دون الآخر غير مُثمر.

## تشريح العين
قدَّم حُنين لبنية العين تسلسلًا هرميًّا، بدأ أولًا بالجزء الأكثر مسؤولية بشكل مباشر عن البصر، وواصل نزولًا نحو الأجزاء الموجودة فقط لتسهيل هذه الوظيفة. تتميز العدسة، التي تُوصف بأنها بيضاء وشفافة ومضيئة، بتركيب يُفسح المجال لاستقبال الألوان بسرعة. على عكس مفهوم جالينوس الرياضي الأكثر للعدسة الشبيهة بالعدسة المسطحة، اختار حُنين شكلًا كرويًّا أكثر يسمح بمجال رؤية أكبر. كما أكد حُنين مرارًا وتكرارًا أنه يعتقد أن العدسة البلورية موجودة في مركز العين بالضبط. قد يكون حُنين هو منشئ هذه الفكرة. سادت فكرة العدسة البلورية المركزية على نطاق واسع منذ فترة حُنين حتى أواخر القرن الخامس عشر الميلادي. يصف النظام خلف العينين الذي يربطها بالدماغ، بدءًا من الصلبة، وهي غشاء سميك صلب يحمي الأجزاء الداخلية من إصابة الأعصاب. ثم المشيمية، وهي بنية رقيقة وناعمة مليئة بالأوردة والشرايين، والتي تتبع وتوفر تغذية للهيكل العام. وأخيرًا ، شبكية العين والتي تنقل العناصر الغذائية إلى العدسات نفسها. ثم يعرض حُنين النظام المسؤول عن حماية العين. من المستوى الخارجي، وهم: الملتحمة، والقرنية، والعنبية. في حين أن كل من الملتحمة والقرنية يوفران الحماية مع تقليل عوائق العدسات إلى الحد الأدنى، فإن العنبية لها وظيفة إضافية تتمثل في تركيز النَفَس الخارج من العين لمنع تبدده بالضوء.

## استخدامات الدماغ
الدماغ، هو مصدر الإدراك الحسي والحركة الإرادية والإرادة الحرة، يُوصف أيضًا بأنه مصدر النفَس. بدءًا من القلب والذي يُعتبر النفاس الحيوي، ثم ينتقل إلى الدماغ حيث يتم تنقيحه بشكل أكبر في النفاس المتخصص لاستخدامه في الرؤية. يقدم حُنين أيضًا مفهوم التسلسل الهرمي للحواس، حيث يضع البصر في أعلى القائمة مع عنصر النار المقابل. كما يصف ثلاثة مستويات لهذا العنصر: اللهب، والحرارة الحمراء، والضوء، مبررًّا إدراج الضوء من خلال وصف تكوين اللهب بعد تركيزه عبر زجاج مغناطيسي. يربط حُنين كل هذه الأفكار من خلال الإشارة إلى حقيقة أن الدماغ يعمل مباشرة لتزويد العينين بالنفاس الضروري لأداء وظيفتها، مع توفير الضوء للإضاءة اللازمة لتمييز الشيء الذي يتم عرضه.

## وظيفة النفَس والبصر
بمجرد تركيزه في الدماغ، ينتقل النَّفَس شديد السيولة على طول شبكة العين حتى يخترق المنطقة الأمامية. يختلط النَّفَس مع الخلط المائي الموجود مُسبقًا، ويملأ العنبية، مُسببًا التمدد الملحوظ داخل الحدقة. إذا أغلقت إحدى العينين وتركتَ الأخرى مفتوحة، فإن النفاس المخصص للعين المغلقة يُعاد توجيهه إلى العين المفتوحة، مما يتسبب في تمدد الحدقة الملحوظ بعد ذلك. ثم بعد التجمع في العنبية، ينتقل هذا النَّفَس على وَسَط الهواء، مما يتسبب في حدوث تحول يتوافق مع الشكل المُحيط به، وإرسال هذه الإشارة مرة أخرى إلى العين. يقدم حُنين التمثيل الآتي لوصف هذه الظاهرة:
بعبارة أخرى، يعمل الهواء كعصا تسمح للنفَس بالتعرف على الشيء، ونقل ذلك مرة أخرى إلى العين لإنتاج البصر طالما كان هناك ضوء. يعمل كل من الضوء والنفاس معًا للقضاء على الحواجز وتوجيه الانتقال الفوري للإحساس إلى العين، وبالتالي تتحقق الرؤية.